# Christina Elmer

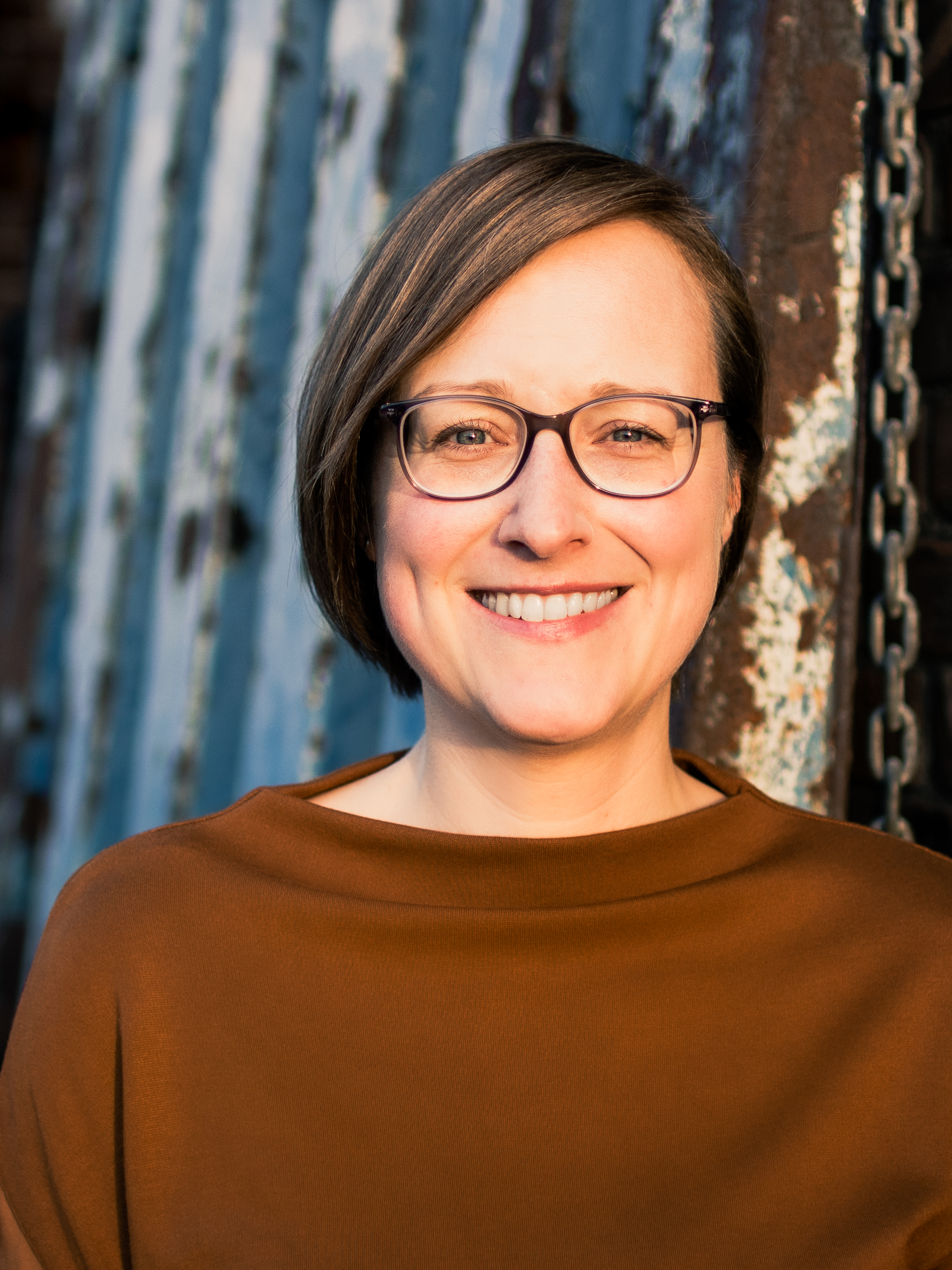
Christina Elmer (2021)

Christina Elmer ist eine deutsche Journalistin, Medienwissenschaftlerin und Hochschullehrerin mit den Lehr- und Forschungsschwerpunkten Digital- und Datenjournalismus. Seit 2021 ist sie Professorin für Digitalen Journalismus / Datenjournalismus am Institut für Journalistik der Technischen Universität Dortmund.

## Leben
Elmer studierte Journalistik und Biologie an der Technischen Universität Dortmund. Sie absolvierte ein Volontariat beim Westdeutschen Rundfunk mit Stationen bei WDR 5 Leonardo, im ARD-Morgenmagazin und den Landesstudios in Köln und Münster. Von 2005 bis 2007 war sie als freie Wissenschaftsjournalistin tätig, unter anderem für den Westdeutschen Rundfunk sowie die Frankfurter Allgemeine Sonntagszeitung. Nachdem Elmer von 2007 bis 2011 Redakteurin für Datenjournalismus und dienstleitende Redakteurin für Informationsgrafiken bei der Deutschen Presse-Agentur tätig gewesen war, wechselte sie 2011 als Redakteurin für Datenjournalismus in das Team Investigative Recherche des Stern. 2013 folgte der Wechsel zum Spiegel, wo sie in den folgenden Jahren als Wissenschaftsredakteurin, stellvertretende Entwicklungschefin, Mitglied der Chefredaktion von Spiegel Online sowie Leiterin des Ressorts Datenjournalismus tätig war.
Für ihre journalistische Arbeit wurde Elmer mehrfach ausgezeichnet, so wurde sie 2016 vom Medium Magazin zur Journalistin des Jahres in der Fachkategorie Wissenschaft gewählt und erhielt 2018 zusammen mit Marcel Pauly, Patrick Stotz und Achim Tack den dpa-infografik Award in der Kategorie nachrichtliche Infografiken. Mit den Teams von BR Data und Spiegel Data wurde sie für die Veröffentlichung „Hanna und Ismail“ zur Diskriminierung auf dem deutschen Wohnungsmarkt mit dem dritten Platz beim Philip Meyer Journalism Award ausgezeichnet. Ebenfalls mit einem Team von BR Data und Spiegel Data erhielt sie 2019 den zweiten Preis beim Helmut-Schmidt-Journalistenpreis für eine Recherche zur Schufa.
Seit 2007 ist Elmer als Dozentin für Online-Recherche und Datenjournalismus sowie Design-Thinking-Workshops für verschiedene Journalismusschulen, Hochschulen und Medienunternehmen tätig. Seit 2013 ist sie Vorstandsmitglied vom Netzwerk Recherche, zu dessen zweiter Vorsitzender sie 2021 gewählt wurde. Zum 1. September 2021 folgte Elmer dem Ruf auf die Professur für Digitalen Journalismus / Datenjournalismus an das Institut für Journalistik der Technischen Universität Dortmund.

## Auszeichnungen
- 2007: Deutscher Journalistenpreis Forst & Holz für die Veröffentlichung Deutsche Eiche – krankes Kind in der Frankfurter Allgemeinen Sonntagszeitung
- 2016: Journalistin des Jahres in der Fachkategorie Wissenschaft (Medium Magazin)
- 2018: dpa-infografik Award in der Kategorie nachrichtliche Infografiken für die Veröffentlichung Die Pendlerrepublik; zusammen mit Marcel Pauly, Patrick Stotz und Achim Tack
- 2018: Philip Meyer Journalism Award (3. Platz) für die Veröffentlichung Hanna und Ismail als Teil des Rechercheteams von BR Data und Spiegel Data
- 2019: Helmut-Schmidt-Journalistenpreis (2. Preis) für die Veröffentlichung Blackbox Schufa als Teil des Rechercheteams von BR Data und Spiegel Data

## Mitgliedschaften (Auswahl)
- Mitglied des Beratungsgremiums der Kommission Zukunft Statistik des Statistischen Bundesamtes
- Gesellschafterin von AlgorithmWatch
- Mitglied des Kuratoriums des Bonn Institute für Journalismus und konstruktiven Dialog
- Mitglied der Vorjury Lokaljournalismus des Nannen Preises
- Vorstandsmitglied (seit 2013), zweite Vorsitzende (2021–2023) von Netzwerk Recherche

## Schriften (Auswahl)
- mit Franziska Badenschier und Holger Wormer: Science for Everybody? How the Coverage of Research Issues in German Newspapers Has Increased Dramatically. In: Journalism & Mass Communication Quarterly. Band 85, Nr. 4, S. 878–893.
- Datenjournalismus: Wie funktioniert die Arbeit mit Daten im ganz normalen Redaktionsalltag? In: Medium Magazin. 12/2012.
- Algorithms in the Spotlight: Collaborative Investigations at Spiegel Online. In: Jonathan Gray, Liliana Bounegru (Hrsg.): The Data Journalism Handbook 2. European Journalism Centre und Google News Initiative, 2019.